# جو بوشامب
جو بوشامب (بالإنجليزية: Joe Beauchamp)‏ هو لاعب كرة قدم أمريكية أمريكي، ولد في 11 أبريل 1944 في شيكاغو في الولايات المتحدة.

## وصلات خارجية
- جو بوشامب على موقع مرجع كرة القدم المحترفة.كوم (الإنجليزية)